# 845
845 (DCCCXLV) var ett normalår som började en torsdag i den julianska kalendern.

## Händelser

### Okänt datum
- Den danske kungen Horek omtalas i källorna. (Annales Bertiniani)
- En stor vikingaflotta angriper Hamburg. Ärkebiskop Ansgar lyckas halvnaken undkomma. Vikingarna bränner staden, kyrkan och det förnämligt inredda klostret. Den vackert handskrivna bibel som kejsaren personligen skänkt Ansgar brinner upp.
- Ärkebiskopssätet flyttas från Hamburg till Bremen.

## Födda
- Karl, kung av Provence och Burgund 855–863
- Richilde av Provence, tysk-romersk kejsarinna och drottning av Franken.

## Avlidna
- Mislav av Kroatien, hertig av Dalmatiska Kroatien.